# La navigazione di san Brandano
La navigazione di san Brandano (Navigatio sancti Brendani) è un'opera anonima in prosa latina, tramandata da numerosi manoscritti a partire dal X secolo.
Per l'insieme di elementi eterogenei che contiene, è considerata un classico della letteratura medievale di viaggio e agiografica. L'autore fu probabilmente un ecclesiastico, di origini irlandesi, che si basò sul patrimonio leggendario della sua terra, inserendovi spunti di derivazione cristiana.
Brandano, abate monastico  irlandese (Clomfert), fu un santo vissuto nel VI secolo: si procurò fama di navigatore fondando monasteri sulle isole tra l'Irlanda e la Scozia. La leggenda lo trasfigurò, immaginandolo alla testa di un gruppo di monaci, alla ricerca del Paradiso Terrestre e dei santi (Terra repromissionis) situato su un'isola meravigliosa, l'Isola di San Brandano, e facendo vari incontri con creature fantastiche.

## Genesi dell'opera

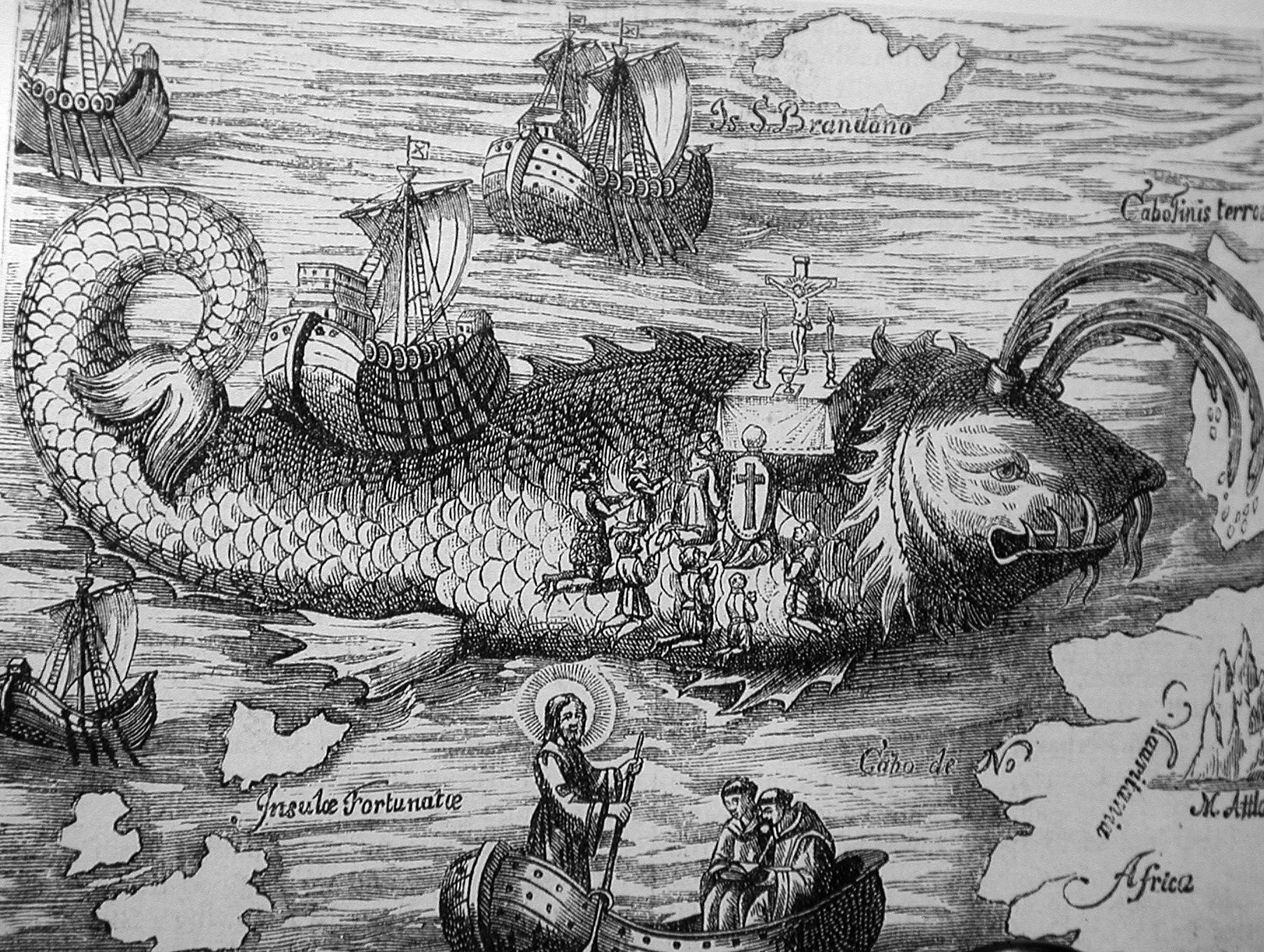
San Brandano e la balena-isola

San Brandano (tradotto anche Brendano), durante il suo apostolato, compì numerosi pellegrinaggi per mare, giungendo in molte isole della Scozia, nelle Orcadi e nelle Shetland. Dopo la sua morte, il ricordo dei suoi viaggi fu amplificato e arricchito dalla tradizione orale, mescolandosi alle leggende celtiche e fu riportato nella Navigatio sancti Brendani. Non si sa se la Navigatio sia stata scritta in Irlanda, oppure in Europa da un profugo ecclesiastico irlandese fuggito dalle incursioni vichinghe, ma ebbe grande diffusione durante tutto il Medioevo e, scritta in latino, fu tradotta in molte lingue europee (in Italia, nelle lingue veneziana e toscana). Quello degli imram era un genere letterario molto diffuso in Irlanda: consistevano in narrazioni di un viaggio avventuroso per mare, compiuto da uno o più eroi. Il genere era ben adatto agli Irlandesi, isolani legati al mare, e poteva acquisire temi e suggerimenti tratti dalla cultura classica.

## Il testo

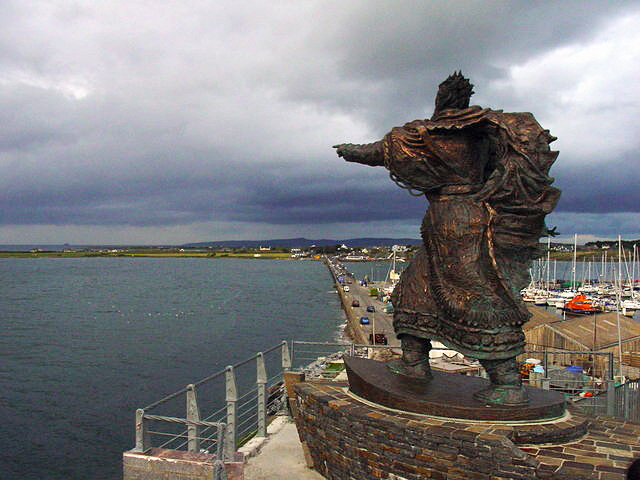
Statua moderna sull'isola Samphire

La Navigatio è composta da ventinove paragrafi e racconta il viaggio che San Brandano compì nell'Oceano Atlantico, con sessanta compagni, alla ricerca dell'Eden, situato sulla mitica "Isola dei Beati" (detta anche Tír na nÓg), la cui esistenza gli viene svelata da un suo ospite, l'abate Barindo. Vengono descritte la preparazione del viaggio, la scelta dei sessanta compagni e la costruzione della nave. Negli antichi calendari irlandesi è segnata una festa speciale per la Egressio familiae Sancti Brendani, il 22 marzo, e Sant'Aengus il Culdeo, nelle sue litanie composte alla fine dell'VIII secolo, invoca i "sessanta che accompagnarono san Brandano nella sua ricerca della Terra Promessa". Secondo la leggenda i monaci sarebbero salpati da Shankeel (Seana Cill), ai piedi del cosiddetto Monte Brandon, dal quale il santo avrebbe scorto l'Isola dei Beati. Durante la navigazione i monaci incontrano un'isola dalle alte scogliere, l'isola delle pecore giganti. 
Famoso è l'incontro con un grande mostro marino (Zaratan) di nome Jasconius, che scambiano per un'isola (come avviene nelle avventure di Sinbad il marinaio): vi si fermano a celebrare la messa di Pasqua e accendono un fuoco svegliando la bestia. Incontrano il Paradiso degli Uccelli, i grandi vecchi della comunità di sant'Albeo, l'Isola degli Uomini Forti e l'eremita Paolo. Alla fine i monaci raggiungono l'isola dei beati, visitano l'Eden, e poi ritornano in patria. Secondo alcuni autori san Brandano avrebbe raggiunto le Isole Fær Øer e l'Islanda (effettivamente poi popolate da monaci irlandesi), ma addirittura l'America o più precisamente la Groenlandia. Si dice che abbia scoperto le isole Canarie, dove è venerato con il nome di San Borondòn.

## Fortuna letteraria
La navigazione di san Brandano ha aspetti comuni ai racconti di viaggi propri alla mitologia irlandese, i cosiddetti immrama, come il Viaggio di Mael Dúin scritto a cavallo fra il VII e il VII secolo, ma anche coi racconti arabi che, a loro volta, si riallacciano alla tradizione ellenistica, come nel Viaggio di Simbad il marinaio. Il mitico viaggio influenzerà a sua volta la narrativa agiografica molto diffusa in Europa occidentale, come i resoconti di viaggi di san Malo in Bretagna o san Amaro in Spagna.
Gli aspetti incredibili del racconto vennero messi in evidenza sin dal Medioevo, quando nel XIII secolo critici come Vincenzo di Beauvais nel suo Speculum historiale qualificava la Navigatio sancti Brendani come un "delirio apocrifo" inutile sia per la storia che per la geografia. Più avanti furono i bollandisti che sottolinearono quanto la verità storica fosse oscurata dalla leggenda. Malgrado ciò, il racconto acquisì una notevole popolarità e venne trascritto in numerosi manoscritti e in alcune versioni a stampa in latino.
Ne circolarono nel Medioevo numerose versioni e in molti dialetti. La più antica è in versi, in dialetto francese anglo-normanno, del monaco Benedeit (ca. 1120). Il monaco dedicò la sua opera tradotta e rivisitata alle mogli del sovrano d'Inghilterra Enrico I. Sei manoscritti sono giunti fino ai nostri giorni, i primi cinque offerti alla prima moglie del Re, la Regina Matilde figlia del Re di Scozia; l'ultimo alla sua seconda moglie Adelisa, nobildonna di origine belga.
L'opera, tradotta nel corso dei secoli in varie lingue, è considerata tra le fonti di ispirazione della Divina Commedia di Dante, tanto da far pensare ad alcuni studiosi che la demonologia di Dante possa essere stata tratta in parte anche da questa vecchia leggenda. Infatti, in essa si parla di angeli caduti, che il protagonista trova sotto le spoglie di uccelli candidissimi, appollaiati sopra un albero nel Paradiso, poiché spiriti decaduti sì, ma non malvagi, né superbi, colpe per le quali, ad esempio, proprio nella Divina Commedia, Dante li pone come neutrali.
Quattro furono le versioni in italiano e lingua veneta, risalenti presumibilmente a una fonte comune del XIII secolo o del XIV secolo.

## Influenza nella cultura di massa
La narrazione ha ispirato allo scrittore italiano Claudio Asciuti il racconto fantastico L'altro viaggio di S. Brandano (in Dimensione Cosmica 1, Marino Solfanelli Editore, Chieti 1985).